# Верховодка

Верховодка и грунтовые воды

Верховодка — подземные воды, которые накапливаются над временным подпором (промерзлой почвой и тому подобное).
Залегают вблизи поверхности (выше горизонта грунтовых вод), склонны к резким колебаниям, легко загрязняются. Верховодка — временное или сезонное скопление безнапорных подземных вод с ограниченным водоупорным ложем.
Образуется вследствие просачивания атмосферных осадков и конденсации водяного пара.
При ведении открытых горных работ в области развития верховодки необходимое обеспечение устойчивости откосов въездных, разрезных траншей и рабочих бортов достигается, в частности, дренажем, водоотливом и водоотводом.
Как правило, вода из верховодки отличается низким качеством и непригодна для питья.